# 小行星9516
小行星9516（英語：9516 Inasan）是一颗围绕太阳公转的小行星。1976年12月16日，柳德米拉·切爾尼赫在纳昂切尼奇发现了此天体。
这颗小行星的绝对星等为227.2823240112787等。